# Fay Ajzenberg-Selove
Fay Ajzenberg-Selove (Berlino, 13 febbraio 1926 – Haverford, 8 agosto 2012) è stata una docente e fisica nucleare statunitense, conosciuta per il suo lavoro sperimentale nella spettroscopia nucleare di elementi leggeri e per le sue revisioni annuali dei livelli energetici dei nuclei atomici leggeri. Ha ricevuto nel 2007 la National Medal of Science.

## Biografia
Nacque Fay Ajzenberg il 13 febbraio 1926 a Berlino, in Germania, da una famiglia ebrea polacca dell'Impero russo. Suo padre, Moisej Abramovič Ajzenberg (in polacco: Mojzesz Ajzenberg), era un ingegnere minerario che ha studiato alla scuola mineraria di San Pietroburgo e sua madre, Olga Ajzenberg nata Naiditch, era una pianista e mezzosoprano che ha studiato alla St. Petersburg Accademia di Musica..  Nel 1919 fuggirono dalla rivoluzione russa e si stabilirono in Germania, dove suo padre divenne un ricco banchiere d'affari.
Furono mandati in bancarotta dalla Grande depressione, quindi la famiglia si trasferì in Francia nel 1930. Suo padre lavorava come ingegnere chimico in una fabbrica di barbabietole da zucchero di proprietà di suo zio Isaac Naiditch a Lieusaint, Seine-et-Marne, Francia. Ajzenberg ha frequentato il Lycée Victor Duruy a Parigi e Le Collège Sévigné. Nel 1940, la famiglia fuggì da Parigi prima dell'invasione nazista della Francia. Fecero un percorso tortuoso attraverso la Spagna, il Portogallo, la Repubblica Dominicana e Cuba prima di stabilirsi a New York nell'aprile del 1941.
Ajzenberg si diplomò alla Julia Richman High School nel 1943. Suo padre aveva incoraggiato il suo interesse per l'ingegneria.  Frequentò l'Università del Michigan, dove era amica del presidente haitiano "Papa Doc" Duvalier, laureandosi nel 1946 in ingegneria, l'unica donna in una classe di 100 persone. Dopo aver insegnato all'Università dell'Illinois a Navy Pier, iniziò gli studi di dottorato all'Università del Wisconsin-Madison.
Al Wisconsin lavorò con il fisico nucleare Hugh Richards che studiava le energie di reazione nucleare e classificava i livelli di energia degli atomi leggeri. Trovò un metodo per creare 6 bersagli, convertendo il solfato in un cloruro e galvanizzandolo fino al bersaglio. Conseguì la laurea specialistica nel 1949 e il dottorato di ricerca in fisica nel 1952 con una dissertazione intitolata: "Livelli energetici di alcuni nuclei leggeri e loro classificazione".  Era atea.

## Carriera
Svolse un lavoro post-dottorato con Thomas Lauritsen presso il California Institute of Technology. Insieme avrebbero pubblicato Energy Levels of Light Nuclei, una raccolta delle migliori ricerche annuali del settore riguardanti la struttura nucleare e il decadimento dei nuclei con un numero di massa atomica A da 5 a 20. Dal 1973 Ajzenberg li pubblicò lei stessa.   Alla fine Ajzenberg pubblicherà 26 di questi documenti, principalmente sulla rivista Nuclear Physics, fino al 1990. Sono stati chiamati "la bibbia degli scienziati nucleari".
Dopo la laurea, Ajzenberg è stata docente allo Smith College e visiting fellow al Massachusetts Institute of Technology. È stata assunta come assistente professore di fisica all'università di Boston, ma il preside le ha abbassato lo stipendio del 15% quando ha saputo che Ajzenberg era una donna. Ajzenberg ha rifiutato l'incarico fino a quando non è stato ripristinato lo stipendio iniziale.
Nel 1962, utilizzando la camera a bolle del Brookhaven National Laboratory, Selove scoprì un mesone che chiamò fayon.  Negli anni '60 ha lavorato all'Haverford College, dove è stata la prima docente donna a tempo pieno. Nel 1970, Ajzenberg-Selove iniziò a insegnare all'Università della Pennsylvania. Nel 1972, fece domanda per uno dei tre posti di ruolo. Non venne assunta; i motivi erano l'età e le "pubblicazioni di ricerca inadeguate".  Ajzenberg-Selove aveva solo 46 anni, aveva un numero di citazioni più alto di tutti nel dipartimento di fisica ad eccezione del premio Nobel J. Robert Schrieffer, ed era presidente della sezione di fisica nucleare della Società fisica americana.  Presentò denunce alla Commissione per le pari opportunità di lavoro e alla Commissione per le relazioni umane della Pennsylvania e nel 1973 venne ordinatoall'Università della Pennsylvania di assegnarle una cattedra di ruolo.  È diventata solo la seconda professoressa donna nella School of Arts and Sciences dell'università.

## Opere
Nel 1994 ha pubblicato un libro di memorie, A Matter of Choices: Memoirs of a Female Physicist.

## Vita privata
Mentre era alla Boston University, incontrò il fisico dell'Università di Harvard Walter Selove e si sposarono nel dicembre 1955. Ajzenberg-Selove e suo marito vennero premiati con un simposio sul loro lavoro presso l'Università della Pennsylvania nel 2005. Selove morì nel 2010. Lei scomparve due anni più tardi.

## Riconoscimenti e premi
- Fellow, Associazione americana per l'avanzamento della scienza
- Fellow, American Physical Society
- Presidente, Divisione di fisica nucleare dell'American Physical Society (1973-1974)
- Premio per l'insegnamento distinto, Fondazione cristiana e Mary Lindbeck (1991)
- Medaglia Nicholson per il servizio umanitario, American Physical Society (1999)
- Distinguished Alumni Fellow Award, Dipartimento di Fisica dell'Università del Wisconsin (2001)
- Medaglia nazionale della scienza (2007)